# Thomas Buxton, 4. Baronet
Sir Thomas Fowell Victor Buxton, 4. Baronet (* 8. April 1865 in London; † 31. Mai 1919) war ein britischer Adliger.

## Leben
Er war der Sohn von Sir Thomas Buxton, 3. Baronet (1837–1915), der von 1858 bis 1915 Gouverneur von South Australia war, aus dessen Ehe mit Lady Victoria Noel (1839–1916), Tochter des Charles Noel, 1. Earl of Gainsborough.
Er besuchte die Harrow School und begann 1883 ein Studium am Trinity College der Universität Cambridge, das er 1887 als Bachelor of Arts und 1894 als Master of Arts abschloss.
Buxton diente im temporären Dienstgrad eines Majors des 2nd Volunteer Battalion des Essex Regiment in der British Army, war ein Friedensrichter für Essex und 1905 High Sheriff von Essex. 1915 erbte er beim Tod seines Vaters dessen Adelstitel als 4. Baronet, of Belfield in the County of Dorset and of Runton in the County of Norfolk. Er starb am 31. Mai 1919 infolge eines Unfalls mit seinem Auto.

## Ehe und Nachkommen
Am 10. Oktober 1888 heiratete er Anne Louisa Matilda O’Rorke Tochter des anglikanischen Pfarrers von Feltwell in Norfolk, Rev. Henry Thomas O’Rorke. Das Paar bewohnte das Anwesen Warlies in Upshire bei Waltham Abbey in Essex und hatte sieben Kinder:
- Sir Thomas Foxwell Buxton, 5. Baronet (1889–1945), Barrister, ⚭ (1) 1923 Hon. Dorothy Agnes Cochrane, Tochter des 1. Baron Cochrane of Cults, ⚭ (2) 1931 Eva Katharine Balfour;
- Roden Henry Victor Buxton (1890–1990), Captain der Royal Navy, ⚭ (1) 1917 Dorothy Alina St. John, ⚭ (2) 1957 Hilda Meadows;
- Clarence Edward Victor Buxton (1892–1967), Major der Royal Field Artillery, ⚭ (1) 1917 Mary Aline Bradshaw, ⚭ (2) 1945 Mavis Jean Bromhead;
- Lucy Victoria Buxton (* 1893), ⚭ 1922 Rev. Sir Charles Henry Bentinck (1879–1955), Diplomat;
- Jocelyn Murray Victor Buxton (1896–1916), fiel als Second Lieutenant der British Army im Ersten Weltkrieg;
- Maurice Victor Buxton (1898–1919), Lieutenant der Coldstream Guards;
- Rupert Erroll Victor Buxton (1900–1921), ertrank im Alter von 21 Jahren zusammen mit seinem Freund Michael Llewelyn Davies, dem Pflegekind des Schriftstellers J. M. Barrie, im Sandford Lasher am Sandford Lock bei Oxford.[4] Der Ort des Unglücks war als gefährlich bekannt und mit Warntafeln und Erinnerungen an vorherige Todesfälle ausgestattet. Freunde und Familie vermuteten, dass es sich entweder um einen Unfall oder um einen Doppelselbstmord handelte.[3]